# Aranno
Aranno je obec ve švýcarském kantonu Ticino, okresu Lugano. Žije zde 374 obyvatel.

## Geografie
Obec obklopená hustými lesy leží v oblasti Malcantone v nadmořské výšce 731 m na levém břehu řeky Magliasina, 7 km západně od Lugana, na úpatí hory Montaccio. Dříve se zde intenzivně pěstovala vinná réva a obiloviny.
Sousedními obcemi jsou Alto Malcantone na severu, Cademario na východě, Bioggio a Curio na jihu a Novaggio a Miglieglia na západě.

## Historie

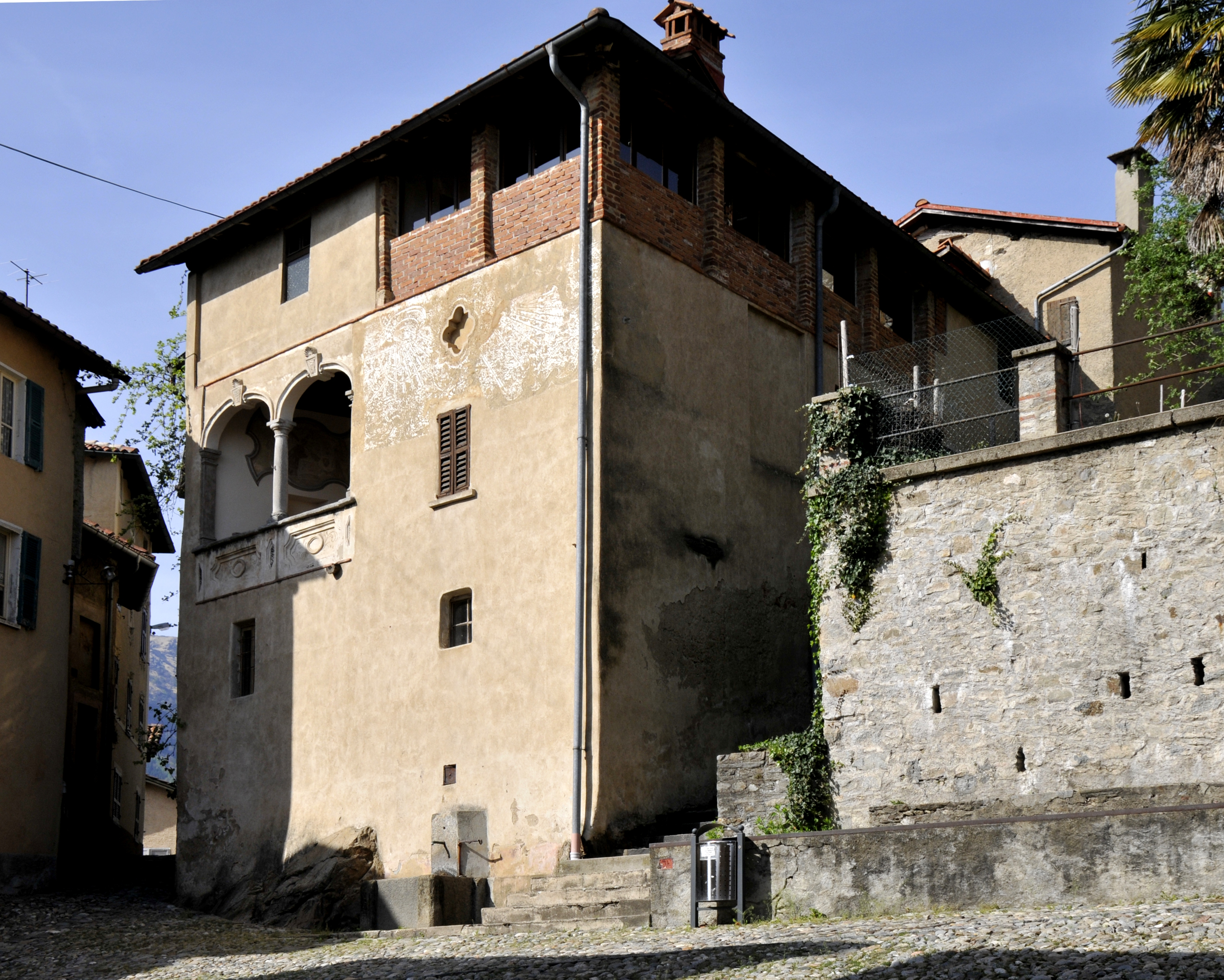
Tradiční architektura v obci

Vesnice je poprvé zmiňována v roce 1335 jako Arano. V roce 1842 byl objeven náhrobní kámen se severoetruským nápisem, který však dělníci rozbili na čtyři kusy. Jeho kopie se nyní nachází v Luganském historickém muzeu. Podle tradice stál v Arannu římský hrad, na jehož troskách byl postaven farní kostel sv. Viktora. Uvnitř se nachází mnoho artefaktů z oblasti Malcantone.
Hospodářství bylo založeno na zemědělství a vystěhovalectví. Na četných terasách v údolí se intenzivně pěstovala vinná réva a obilniny. V roce 1857 byl objeven zinkový blend, baryt a stibnit, které se zde těžily několik desetiletí. Na pravé straně údolí v obci Miglieglia se nachází tzv. maglio Aranno, postavené v roce 1860, které je jediným dosud funkčním razicím kladivem se zdvihacím zařízením ve Švýcarsku. Bylo zakoupeno a renovováno nadací založenou speciálně pro tento účel.

## Obyvatelstvo

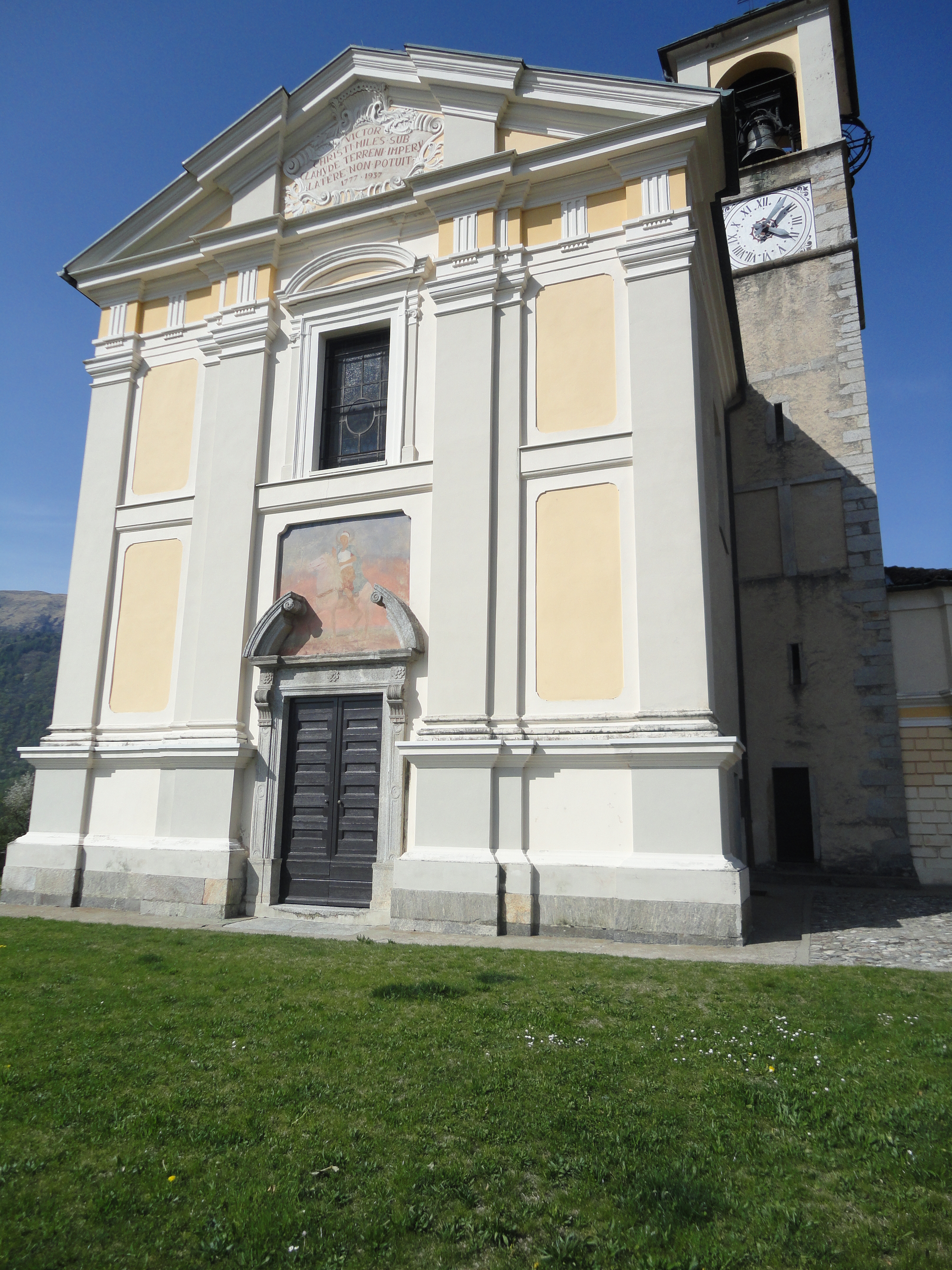
Kostel

| Rok            | 1599 | 1801 | 1900 | 1960 | 1970 | 1980 | 1990 | 2000 | 2010 | 2020 |
| Počet obyvatel | 269  | 356  | 261  | 142  | 161  | 177  | 224  | 271  | 308  | 354  |

## Doprava
Aranno se nachází na křižovatce regionálních silnic, spojujících Cademario, Vernate a Breno. Dopravní obslužnost zajišťuje linka postbusu.
Nejbližší železniční stanice se nachází v Bioggiu na železniční trati Lugano – Ponte Tresa.